# Dennis B. Hankins

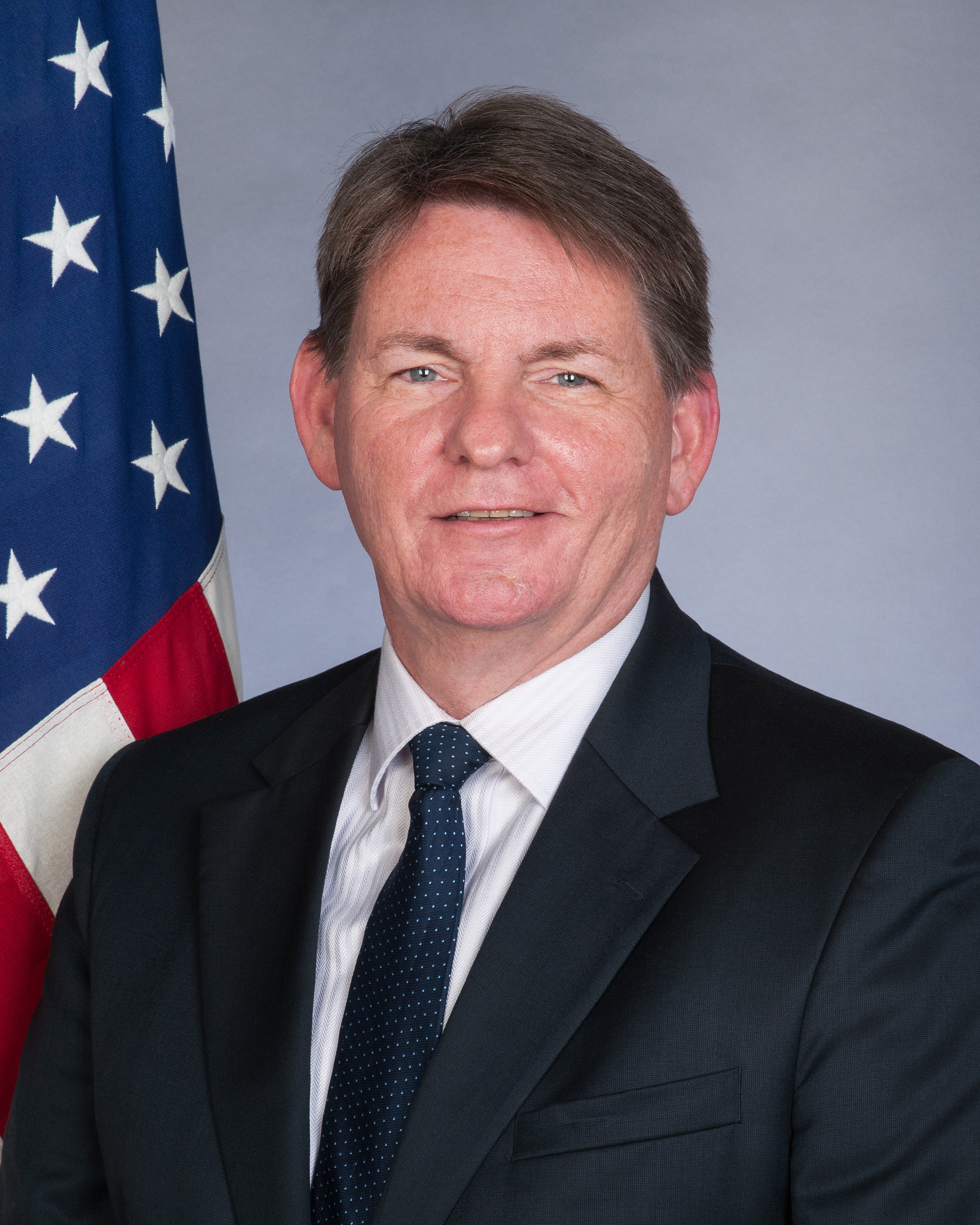
Botschafter Dennis B. Hankins (2015)

Dennis B. Hankins (* 1959 in Minnesota) ist ein amerikanischer Diplomat. Er war Botschafter in Guinea und Mali. Der Senat stimmte am 14. März 2024 seiner Ernennung zum Leiter der Botschaft in Haiti zu. Er blieb bis Juni 2025 auf diesem Posten.

## Ausbildung
Hankins studierte Auswärtige Angelegenheiten an der Georgetown University und schloss mit dem Bachelor of Science in Foreign Service (B.S.F.S.) ab. Er schloss ein Masterstudium an, das er am National War College absolvierte.

## Diplomatische Laufbahn
Hankins trat im Jahr 1984 in den Auswärtigen Dienst der Vereinigten Staaten ein.
Seine ersten Verwendungen führten ihn als Vizekonsul nach Recife (Brasilien) und an die Botschaft Bangkok (Thailand). Im Jahr 1989 wurde Hankins an die Botschaft in Khartum (Sudan) versetzt und diente anschließend ab 1992 im Konsularbereich der Botschaft Port-au-Prince (Haiti).
Im Jahr 1996 folgte seine Versetzung an die Botschaft Kinshasa (DR Kongo), wo er als Botschaftsrat für politische und wirtschaftliche Angelegenheiten tätig war. Anschließend wurde er im Jahr 1999 Botschaftsrat für Wirtschaft in Lissabon (Portugal). Nach nur zwei Jahren kehrte nach Afrika zurück und wurde ständiger Vertreter des Botschafters in Maputo (Mosambik).
Im Jahr 2004 wurde Hankins Generalkonsul in Riad (Saudi-Arabien), wurde jedoch nach kurzer Zeit in die Zentrale des Außenministeriums nach Washington D.C, versetzt, um als stellvertretender Leiter im Büro für Friedenssicherung (Office of Peacekeeping) in der Abteilung Internationale Organisationen zu dienen. Im Jahr 2007 erfolgten seine nächsten Einsätze in Afrika als stellvertretender Leiter der Botschaft Nouakchott (Mauretanien) und im Jahr 2010 erneut und in derselben Funktion in Khartum.
Im Jahr 2012 wurde Hankins Generalkonsul in São Paulo, Brasilien. Daran schloss sich seine erste Verwendung als Botschafter an. Vom November 2015 bis Januar 2019 leitete er die Botschaft Conakry (Guinea). Von März 2019 bis September 2022 vertrat er sein Land als Botschafter in Bamako (Mali).
Im Mai des Jahres 2023 nominierte die Regierung von Präsident Joe Biden Hankins als neuen Botschafter in Haiti. Die Bestätigung durch den Senat erfolgte am 14. März 2024. Hankins folgte damit Michele Sison, die Haiti bereits im Oktober 2021 verlassen hatte und durch den früheren Botschafter Kenneth Merten sowie Éric Stromayer als Chargés d’Affaires a.i. vertreten worden war.
Im Juni 2025 wurde Hankins durch Henry Wooster abgelöst.

## Persönliches
Hankins ist verheiratet. Das Ehepaar hat einen Sohn.